# Zeeburgereiland

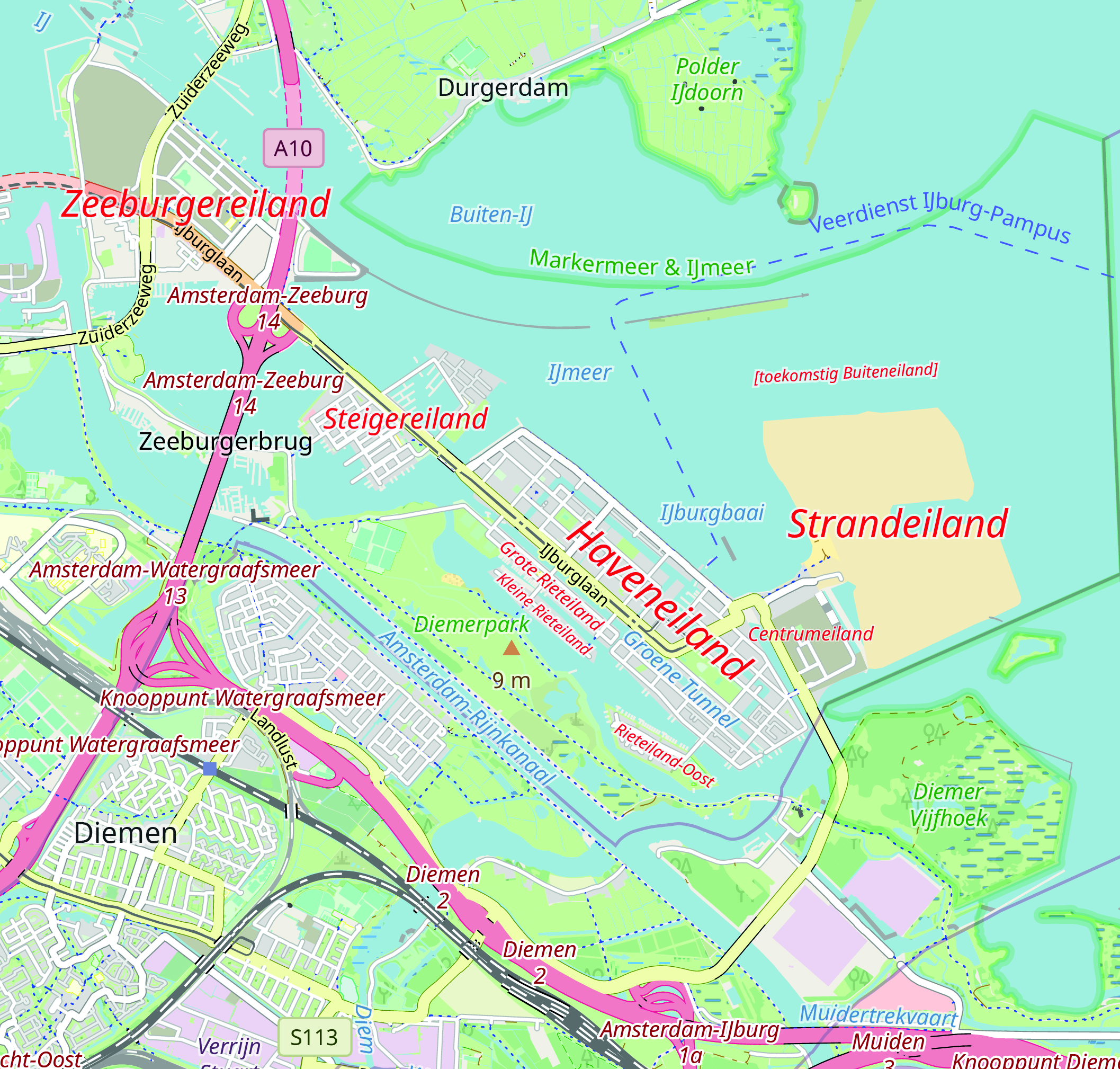
Carte de l'IJburg, avec l'île Zeeburgereiland au nord-ouest.

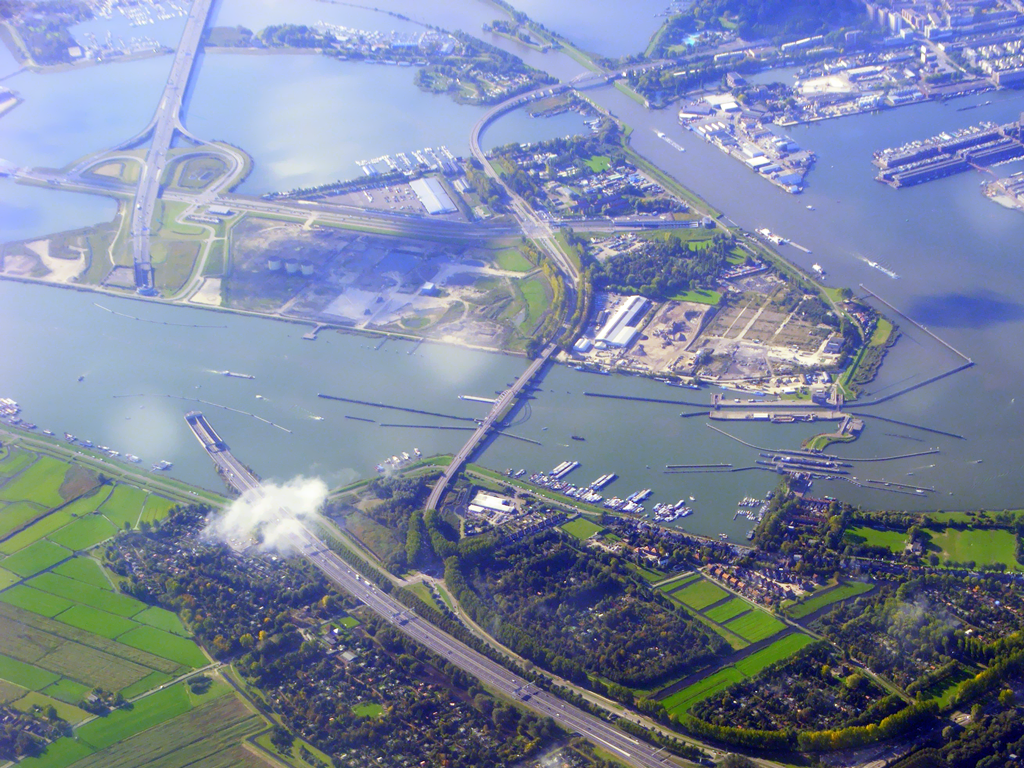
Vue aérienne depuis le Nord.

Le Zeeburgereiland est une île triangulaire faisant partie du quartier Zeeburg, dans la banlieue d'Amsterdam aux Pays-Bas.
Elle se situe entre le Oranjesluizen et Diemerzeedijk et est bordée à l'est par le Buiten-IJ.
Au début du XXe siècle c'est un terrain formé avec des boues provenant de l'IJ. C'était une région éloignée utilisée comme zone militaire. Mais en 1957 le pont Zuiderzeeweg avec Amsterdam a désenclavé la zone.
En 1990 un tunnel a également été construit. En 1997 un tunnel le relie aux Docks de l'Est et en 2001 un pont relie le nouveau quartier IJburg.
Les anciens bâtiments ont été détruits, des logements les ont remplacés ainsi que des espaces pour les entreprises. En 2006 une nouvelle installation portuaire a été mises en service.